# John J. O’Kelly
John Joseph O’Kelly (irisch: Seán Ó Ceallaigh, genannt „Sceig“; * 1872; † 26. März 1957 in Dublin) war ein irischer Politiker der Sinn Féin.

## Biografie
Der Journalist und Autor O’Kelly trat im November 1905 der von Arthur Griffith neu gegründeten Sinn Féin bei und wurde nach dem Osteraufstand 1916 Mitglied der Irish National League. Bei den Wahlen zum britischen Unterhaus (House of Commons) wurde er 1918 als Vertreter des Wahlkreises Louth zum Abgeordneten gewählt.
Im folgenden Jahr wurde er als Kandidat der Sinn Féin zum Abgeordneten (Teachta Dála) des irischen Unterhauses (Dáil Éireann) gewählt und vertrat in diesem zunächst von 1919 bis 1921 den Wahlkreis Louth und anschließend bis 1923 Louth-Meath.
Vom ersten Dáil wurde er am 1. April 1919 zum stellvertretenden Parlamentssprecher (Leas-Ceann Comhairle) gewählt und war danach vom 29. Juni 1920 bis zum 26. August 1921 Minister für die Irische Sprache. Daneben war er vom 16. August bis zum 26. August 1921 wiederum stellvertretender Parlamentssprecher, ehe er im Anschluss zwischen dem 16. August 1921 und dem 9. Januar 1922 Bildungsminister war.
Obwohl er 1922 wieder zum Unterhausabgeordneten gewählt wurde, nahm er seinen Abgeordnetensitz nicht ein. Bei den Wahlen zum vierten Dáil Éireann erlitt er 1923 eine Wahlniederlage und schied aus dem Unterhaus aus.
Nachdem Éamon de Valera 1926 aus der Sinn Féin ausgetreten war und die Fianna Fáil gründete, wurde O’Kelly dessen Nachfolger als Vorsitzender der Sinn Féin. Dieses Amt bekleidete er bis zu seiner Ablösung durch Brian O’Higgins 1931.
Sceig O’Kelly, ein religiöser und konservativer Katholik, war darüber hinaus auch als Journalist tätig und Herausgeber der Zeitungen Banba, The Catholic Bulletin und An Camán. Dabei waren die von ihm verfassten Artikel teilweise von Antisemitismus und Anti-Freimaurerei geprägt. Während des Spanischen Bürgerkrieges lehnte er den Einsatz von Kämpfern der Irish Republican Army (IRA) auf Seiten der Gegner Francisco Francos ab. 1938 besuchte er Deutschland und veröffentlichte seine dortigen Erlebnisse und Beobachtungen in der größten irischen Tageszeitung Irish Independent.
Nach seinem Tode wurde er auf dem Glasnevin Cemetery beigesetzt, dem größten Friedhof Irlands.